# Championnats d'Europe de patinage de vitesse sur piste courte 2018
Navigation
Édition précédente Édition suivante
Les Championnats d'Europe de patinage de vitesse sur piste courte 2018 se déroulent du 12 au 14 janvier 2018 à Dresde, en Allemagne.
Il s'agit de la dernière compétition internationale organisée avant les Jeux olympiques de 2018.

## Déroulement
La compétition commence par les qualifications (quart de finale) des trois distances individuelles.

### Premier jour

#### 1500 mètres femmes
Au 1500 mètres femmes, dans la première course, Anna Seidel, Yara van Kerkhof et Natalia Maliszewska se qualifient pour la demi-finale, comme prévu par le seeding pré-compétition. Dans la deuxième course, Sara Luca Bacskai, Tifany Huot-Marchand et Bianca Walter se qualifient pour la demi-finale. Dans la troisième course, Arianna Fontana, une favorite de la compétition, se qualifie devant Ekaterina Konstantinova et Katrin Manoilova. À la quatrième course, la Roumaine Julia Albert est pénalisée au quatrième tour pour avoir eu un contact avec l'Ukrainienne Mariia Uzakova. Ekaterina Efremenkova, Magdalena Warakomska et Mariya Izafatava se qualifient pour la demi-finale avec un écart significatif entre chacune à l'arrivée. Dans la cinquième course, Suzanne Schulting gagne devant Véronique Pierron, elle-même un millième de seconde devant Zsofia Konya : elles sont départagées au photo finish et toutes les deux qualifiées. Dans l'avant-dernière course, Lara van Ruijven, Petra Jaszapati et Hanna Izafatava se qualifient. Enfin, dans la dernière course, Sofia Prosvirnova, Martina Valcepina et Hanne Desmet passent au tour suivant.

#### 1500 mètres hommes
Au 1500 mètres hommes, dans la première course, Itzhak de Laat, Tommaso Dotti et Stijn Desmet se qualifient pour la demi-finale. Dans la deuxième course, les trois qualifiés sont Viktor Ahn, Viktor Knoch et Rafal Anikej. Yuri Confortola est pénalisé pour avoir fait tomber Roberto Pukitis, qui est avancé en demi-finale. C'est habituellement le cas quand une personne est affectée par la faute d'un autre patineur et que les arbitres jugent qu'elle se serait qualifiée sans faute. Ensuite, Vladislav Bykanov, Fabrice Dufberg Suh et Bartosz Konopko se qualifient, alors que Daan Breeuwsma chute à l'avant-dernier tour de la course sans faute d'un autre joueur et ne finit pas la course. Dans la quatrième course, Thibaut Fauconnet arrive en tête de sa course devant Maksim Siarheyu et Christoph Schubert. L'Ukrainien Volodymyr Handei tombe au onzième tour et ne finit pas la course. Sans surprise dans la cinquième course, Semen Elistratov, Sébastien Lepape et Cole William Isaac Krueger se qualifient. Dans la sixième course, Tarik Omeragic ne finit pas la course, tandis que Sjinkie Knegt, Ward Petre et Jacob Jansson passent en demi-finale. Dans le dernier quart de finale, Denis Ayrapetyan, Roberts Zvejnieks et Csaba Burjan se qualifient, tandis que Mukerrem Deniz est avancé après une faute de Tobias Pietsch.

#### 500 mètres femmes
Les qualifications du 500 mètres masculin sont divisées en huit courses de quatre ou cinq patineuses. De ces patineuses, les deux premières de chaque course se qualifient, en plus des quatre personnes qui ont fait le meilleur temps parmi les non qualifiées. Dans la première course, Natalia Maliszewska se qualifie devant Véronique Pierron. Dans la deuxième, Lara van Ruijven gagne devant Tifany Huot-Marchand. Sofia Prosvirnova, Zsofia Konya, Arianna Fontana et Hanne Desmet sont les prochaines à se qualifier. Dans la cinquième course, Anna Seidel et Yara van Kerkhof se qualifient, mais aussi Ekaterina Efremenkova avec un temps de 45.058 secondes. Suzanne Schulting et Bianca Walter passent en quarts de finale, tandis que Mariya Izafatava est disqualifiée et qu'Alica Porubska passe avec un temps de 45.234 secondes. Petra Jaszapati et Magdalena Warakomska se qualifient ensuite, suivies par Hanna Izafatava avec unt emps de 44.561 secondes. Dans la dernière course, Martina Valcepina et Ekaterina Konstantinova se qualifient devant Michaela Kuncirova, qui passe au tour suivant avec un temps de 44.915 secondes.

#### 500 mètres hommes
Les qualifications du 500 mètres masculin sont divisées en dix courses de quatre ou cinq patineurs. Vladislav Bykanov et Fabrice Dufberg Suh se qualifient pour les quarts de finale dans la première course, et dans la deuxième, c'est au tour de Roberto Pukitis et Csaba Burjan. Dans la troisième course, Ward Petre fait une chute, et Bartosz Konopko et Yuri Confortola se qualifient. Sjinkie Knegt et Tommaso Dotti se qualifient ensuite, puis c'est au tour de Yauheni Ryzhou et Denis Ayrapetyan. Dans la course suivante, Tarik Omeragic est disqualifié pour avoir fait tomber Adam Timar, qui n'est pas avancé : Viktor Ahn et Maksim Siarheyu se qualifient. Daan Breeuwsma et Christoph Schubert se qualifient ensuite, suivis par Sébastien Lepape et Viktor Knoch. Enfin, c'est au tour de Semen Elistratov et Itzhak de Laat, puis Thibaut Fauconnet et Roberts Zvejnieks.

#### 1000 mètres femmes
Les qualifications du 1000 mètres féminin sont divisées en huit courses de quatre ou cinq patineuses. Les deux premières passent en quarts de finale, et les quatre patineuses non qualifiées avec le meilleur temps d'arrivée se qualifient avec elles.
Dans la première course, Sofia Prosvirnova prend la tête devant Bianca Walter. Avec un temps de 1:32.364 minute, la Tchèque Michaela Kuncirova se qualifie aussi. Dans la deuxième course, le démarrage est lent et le sprint final départage les patineuses : Suzanne Schulting et Hanne Desmet se qualifient, mais la troisième, Samantha Morrison, est loin d'atteindre le seuil de temps nécessaire au passage en quart de finale. Véronique Pierron gagne la troisième course devant Anna Seidel, et Alica Porubska se qualifie avec elles. Dans la quatrième course, les trois premières sont qualifiées, soit Martina Valcepina, Michaela Sejpalova, et Jennifer Pickering. Yara van Kerkhof est disqualifiée pour avoir fait tomber la Française Tifany Huot-Marchand, qui est avancée en quarts de finale. Ekaterina Konstantinova remporte la cinquième course devant Lara van Ruijven et Sara Luca Bacskai, toutes les deux qualifiées. Ekaterina Efremenkova gagne la sixième, devant la Hongroise Zsofia Konya. Dans l'avant-dernière manche, Natalia Maliszwska se qualifie avec un centième d'avance sur Arianna Fontana, une des favorites de la distance. Enfin se qualifient Petra Jaszapati et Magdalena Warakomska.

#### 1000 mètres hommes
Les qualifications du 1000 mètres masculin sont divisées en dix courses de quatre ou cinq patineurs. Les deux premiers passent en quarts de finale.
Dans la première course, Yuri Confortola se qualifie devant Christoph Schubert tandis que le Tchèque Radek Fajkus fait une chute qui l'élimine de la compétition. Daan Breeuwsma et Tommaso Dotti sont les deux suivants à se qualifier, suivis par Vladislav Bykanov et Maksim Siarheyu dans une course où l'Allemand Adrian Lüdtke tombe. Thibaut Fauconnet se qualifie devant Csaba Burjan, puis Semen Elistratov se qualifie avec un peu moins d'un dixième de seconde d'avance sur Sébastien Lepape. Dans la course suivante, Edin Brankovic est pénalisé pour avoir fait tomber Rafal Anikej, qui n'est pas avancé, tandis que le Russe Denis Ayrapetyan et le Hongrois Viktor Knoch se qualifient. Dans la septième manche, Itzhak de Laat et Roberts Zvejnieks passent au prochain tour. Pendant la huitième course, Fabrice Dufberg Suh est pénalisé pour avoir fait tomber Ward Petre, qui est avancé en quarts de finale, comme Roberto Pukitis et Bartosz Konopko, les deux gagnants de la course. Viktor Ahn se qualifie devant Mukerrem Deniz dans une course qui commence particulièrement lentement avec un second tour en 17.74 secondes et l'avant-dernier en 8.42 secondes. Dans la toute dernière course, Sjinkie Knegt et Cole William Isaac Krueger se qualifient.

#### 3000m relais féminin
Les qualifications en demi-finale se font en trois courses. Les deux premières équipes de chaque course se qualifient, ainsi que les deux équipes non qualifiées avec le meilleur temps.
Dans la première course, la Russie se qualifie devant l'équipe de France, et l'équipe ukrainienne se qualifie au temps, éliminant l'équipe britannique. La deuxième course voit la victoire de l'Italie devant les Hongroises, tandis que l'équipe biélorusse se qualifie au chronomètre. Les Tchèques ne se qualifient pas. Dans la troisième course, les Polonaises reçoivent une pénalité. Les Croates ne font pas un temps assez bon pour se qualifier, et les Pays-Bas et l'Allemagne passent en demi-finale le lendemain.

#### 5000m relais masculin
Les qualifications en demi-finale se font en trois courses. Les deux premières équipes de chaque course se qualifient, ainsi que les deux équipes non qualifiées avec le meilleur temps.
Dans la première course, deux équipes sont pénalisées : la Biélorussie et la Pologne. La Hongrie et la Belgique se qualifient donc par défaut. Dans la deuxième course, les Russes se qualifient devant l'équipe italienne, tandis que la Lettonie se qualifie grâce au temps réalisé. L'Ukraine est éliminée. Enfin, dans la troisième course, les équipes néerlandaise et française remportent la course et se qualifient, suivies par l'équipe d'Allemagne avec un temps de 6:59.330. L'équipe britannique ne se qualifie pas pour la demi-finale.

### Deuxième jour: 13 janvier 2018

#### 1500 mètres femmes
Deux courses opposent les patineuses non qualifiées pour avoir un classement plus précis.
Les patineuses qualifiées représentent trois courses de 7 personnes en demi-finale, dont les deux premières se qualifient pour la finale A et les deux suivantes pour la finale B. Dans la première course, Sofia Prosvirnova prend la tête du peloton jusqu'au dernier tour, avant de finir troisième et qualifiée pour la finale B, comme la néerlandaise Lara van Reuijven. Suzanne Schulting et Yara van Kerkhof se qualifient pour la finale A. L'Allemande Bianca Walter tombe au huitième tour et ne finit pas la course, bien qu'elle se relève sans blessure grave. Dans la deuxième course, les quatre premières arrivent à moins d'une demi-seconde d'écart : Arianna Fontana et Sara Luca Bacskai passent en finale A, Ekaterina Konstantinova et Magdalena Warakomska en finale B. Pour la dernière course, Ekaterina Efremenkova et Martina Valcepina se qualifient en finale A avec une avance confortable, et Petra Jaszapati et Tifany Huot-Marchand battent Anna Seidel de moins de deux dixièmes de secondes d'avance pour se qualifier en finale B.
En finale B, Sofia Prosvirnova gagne la course devant Ekaterina Konstantinova, avec un centième de seconde d'avance. Lara van Ruijven passe en troisième position, devant Tifany Huot-Marchand. Ensuite viennent Petra Jaszapati et Magdalena Warakomska. En finale A de la distance, Suzanne Schulting est disqualifiée pour avoir fait tomber Arianna Fontana et Ekaterina Efremenkova à l'avant-dernier tour. Le podium est donc constitué de Martina Valcepina en première place, Yara van Kerkhof derrière elle, et Sara Luca Bacskai pour le bronze.

#### 1500 mètres hommes
Trois courses opposent les patineurs non qualifiés en demi-finale pour avoir un classement plus précis.
Les patineurs qualifiés représentent trois courses en demi-finale, dont les deux premiers arrivés se qualifient pour la finale A et les deux suivants pour la finale B. Dans la première course, Sjinkie Knegt et Semen Elistratov se qualifient en finale A tandis que Roberto Pukitis et Stijn Desmet passent en finale B. Viktor Knoch, qui est un des favoris de la distance, est disqualifié pour avoir fait tomber Roberts Zvejnieks. Dans la deuxième course, les deux Français Thibaut Fauconnet et Sébastien Lepape passent en finale A, tandis que Tommaso Dotti et Cole William Isaac Krueger passent en finale B ; une chute fait tomber Itzhak de Laat, qui est avancé en finale B, Viktor Ahn et Csaba Burjan. Dans la dernière demi-finale, Denis Ayrapetyan et Vladislav Bykanov passent en finale A. Fabrice Dufberg Suh et Ward Petre passent en finale B, tandis que Mukerrem Deniz, qui est tombé à cause de Rafal Anikej et Christoph Schubert, tous deux disqualifiés, est avancé en finale B avec eux.
En finale B, Roberto Pukitis remporte la course devant Itzhak de Laat et Ward Petre. Fabrice Dufberg Suh arrive en quatrième position, devant Cole William Isaac Krueger et Mukerrem Deniz. Le Belge Stijn Desmet chute, comme l'Italien Tommaso Dotti. En finale A de la distance, Thibaut Fauconnet est disqualifié pour avoir fait tomber son compatriote Sébastien Lepape. Sjinkie Knegt prend la tête de la distance devant le Russe Semen Elistratov et l'Israélien Vladislav Bykanov, tandis que Denis Aïrapetian prend la quatrième place du classement.

#### 500 mètres femmes
Quatre courses opposent les patineuses non qualifiées pour établir un classement complet.
Les quarts de finale commencent ensuite. Dans la première course, Yara van Kerkhof bat Véronique Pierron, puis Martina Valcepina et Lara van Ruijven se qualifient. La troisième course voit une victoire de la favorite, Arianna Fontana, devant Suzanne Schulting. Enfin, Sofia Prosvirnova et Magdalena Warakomska passent en demi-finale dans la dernière course. Leur manche est la seule avec une chute, celle de la Polonaise Natalia Maliszewska.
La demi-finale se fait en deux courses de quatre patineuses : les deux premières passent en finale A et les deux autres en finale B. Dans la première partie, Arianna Fontana se qualifie pour la finale A en gagnant la course avec un temps de 44.447 secondes devant Lara van Ruijven, tandis que Yara van Kerkhof et Véronique Pierron passent en finale B. Dans la deuxième course, Sofia Prosvirnova prend la tête en 42.942 secondes devant l'Italienne Martina Valcepina, avec Suzanne Schulting et Magdalena Warakomska en finale B.
En finale B, Suzanne Schulting s'impose devant Yara van Kerkhof et Véronique Pierron, tandis que Magdalena Warakomska chute à l'avant-dernier tour de piste. En finale A, Lara van Ruijven prend une pénalité. Le podium est constitué de Martina Valcepina, pour qui il s'agit de la deuxième médaille d'or du week-end, de sa compatriote Arianna Fontana, et de la Russe Sofia Prosvirnova.

#### 500 mètres hommes
Six courses opposent les patineurs non qualifiés en quarts de finale pour avoir un classement plus précis.
En quarts de finale, Sébastien Lepape arrive avant Tommaso Dotti dans la première course, tandis que Fabrice Dufberg Suh est disqualifié pour avoir fait tomber Denis Ayrapetyan. Sjinkie Knegt et Itzhak de Laat se qualifient dans la deuxième course, suivis par Roberto Pukitis et Vladislav Bykanov dans la troisième, alors que Csaba Burjan chute et ne finit pas sa course. Enfin, Thibaut Fauconnet et Viktor Ahn se qualifient dans la dernière course.
En demi-finale, Roberto Pukitis et Tommaso Dotti se qualifient en finale B, comme Vladislav Bykanov et Itzhak de Laat. Sjinkie Knegt et Thibaut Fauconnet se qualifient en finale A, comme Viktor Ahn et Sébastien Lepape dans la course suivante.
Vladislav Bykanov remporte la finale B devant Itzhak de Laat, Roberto Pukitis et Tommaso Dotti. Dans la finale A, Sjinkie Knegt remporte la distance devant Viktor Ahn, et Sébastien Lepape gagne la médaille de bronze quatre millièmes de secondes devant Thibaut Fauconnet.

#### 3000m relais féminin
En demi-finales du relais, la Hongrie et l'Allemagne se qualifient pour la finale A devant l'Italie et l'Ukraine. Dans la deuxième demi-finale, la Russie et la France se qualifient devant les Pays-Bas et la Biélorussie.

#### 5000m relais masculin
Dans la première course, la Hongrie se qualifie avec les Pays-Bas, tandis que la France et la Lettonie sont envoyées en finale B. Après cette course, les équipes russe et italienne passent devant la Belgique et l'Allemagne pour la finale A.

### Troisième jour: 14 janvier 2018

#### 1000 mètres femmes
Au 1000 mètres, les patineuses non qualifiées pour les quarts de finale disputent une manche de classement.
En quarts de finale, Martina Valcepinan arrive devant Véronique Pierron, et Ekaterina Konstantinova passe en demi-finales grâce à son temps. Lara van Ruijven mène toute la course juste devant Arianna Fontanaet elles franchissent la ligne d'arrivée dans cet ordre, tandis que Suzanne Schulting et Anna Seidel s'assurent une place dans la troisième course. Au cours de cette même course, Sara Luca Bacskai est pénalisée et Natalia Maliszewska avancée en demi-finale en raison de cette même faute. Enfin, dans la dernière course, Sofia Prosvirnova se qualifie avec sa compatriote Ekaterina Efremenkova, devant la Hongroise Petra Jaszapati.
Onze participantes passent donc en demi-finales : les deux premières de chaque course vont en finale A, les deux suivantes en finale B, et les trois patineuses restantes du classement sont éliminées. Pour la première course, Suzanne Schulting arrive en tête, devant Ekaterina Konstantinova, et Lara van Ruijven et Martina Valcepina passent en finale B. De son côté, Petra Jaszapati est éliminée. Arianna Fontana arrive devant Anna Seidel dans la deuxième course, et elles sont suivies par Véronique Pierron et Ekaterina Efremenkova en finale B. Natalia Maliszewska est éliminée, tout comme Sofia Prosvirnova qui est tombée.
En finale B, Lara van Ruijven remporte la course devant Véronique Pierron. Ekaterina Efremenkova se place troisième, devant Martina Valcepina qui clôt le classement. En finale A, Arianna Fontana remporte l'or, avec Suzanne Schulting pour l'argent et Anna Seidel en bronze. La quatrième du classement est Ekaterina Konstantinova.

#### 1000 mètres hommes
Cinq courses permettent d'établir un classement des patineurs non qualifiés en quarts de finale.
Sébastien Lepape remporte la première course devant Ward Petre, et le Hongrois Cole William Isaac Krueger passe aussi à l'aide de son temps. Vladislav Bykanov est pénalisé et donc éliminé de la distance. Dans la deuxième course, c'est Denis Ayrapetyan qui est pénalisé pour avoir fait tomber Daan Breeuwsma, qui n'est pas avancé, tandis que Semen Elistratov et Tommaso Dotti se qualifient pour le tour suivant. Dans la troisième course, Roberto Pukitis, Sjinkie Knegt et Itzhak de Laat passent en demi-finales, le troisième avec un temps de 1:24.694. Ensuite, Viktor Knoch se qualifie avec Thibaut Fauconnet, tandis que le troisième, l'Italien Yuri Confortola, ne fait pas un temps suffisant pour passer au tour suivant.
Il y a deux courses en demi-finales : les deux premiers passent en finale A, les deux suivants en finale B, et les autres sont éliminés de la compétition. Dans la première course, cependant, en plus de Roberto Pukitis et Thibaut Fauconnet, Sjinkie Knegt est avancé en finale A à la suite d'une faute de Viktor Knoch, et seul Cole Krueger part en finale B. Dans la deuxième course, Semen Elistratov finit en tête devant Tommaso Dotti, tandis que Itzhak de Laat et Sébastien Lepape passent en finale B. Ward Petre est éliminé.
En finale B, Sébastien Lepape prend la tête de la course dès le début, suivi par Itzhak de Laat et Cole Krueger. Ils finissent la course dans cet ordre. En finale A, Thibaut Fauconnet passe plusieurs tours en tête, mais est gêné dans le dernier virage. Sjinkie Knegt remporte la distance devant le Russe Semen Elistratov, Roberto Pukitis et Tommaso Dotti, tandis que Fauconnet ferme la marche.

#### 3000 mètres femmes
Sofia Prosvirnova remporte la super finale de la compétition devant Arianna Fontana et Suzanne Schulting. Ensuite viennent Sara Luca Bacskai, Anna Seidel, Yara van Kerkhof, Martina Valcepina et enfin Lara van Ruijven, victime d'une chute.

#### 3000 mètres hommes
Vladislav Bykanov, Thibaut Fauconnet et Sébastien Lepape finissent la course avec un tour d'avance sur les autres participants de la super finale du championnat. Ensuite viennent Viktor Ahn, Sjinkie Knegt, Tommaso Dotti, Roberto Pukitis et enfin Semen Elistratov, qui a chuté.

#### 3000m relais féminin
En finale A, la victoire revient à l'équipe russe, composée de Tatiana Borodulina, Emina Malagich, Sofia Prosvirnova et Ekaterina Efremenkova, avec un temps de 4:11.462. Elles sont suivies des Hongroises Bernadett Heidum, Andrea Keszler, Zsofia Konya et Petra Jaszapati. Les Françaises (Véronique Pierron, Tifany Huot-Marchand, Selma Poutsma et Gwendoline Daudet) arrivent troisièmes après une chute, tout comme l'équipe d'Allemagne qui ferme la marche après une chute d'Anna Seidel que Tina Grassow, Bianca Walter et Gina Jacobs ne parviennent pas à compenser.

#### 5000m relais masculin
En finale B, la France (Sébastien Lepape, Tristan Navarro, Quentin Fercoq et Dmitry Migunov) remporte la course avec un temps de 6:56.056, avec deux secondes et demie d'avance sur l'équipe allemande composée de Christoph Schubert, Tobias Pietsch, Adrien Lüdtke et Florian Becker. Eux-mêmes arrivent très près de l'équipe lettonne (Tomass Bakevics, Roberts Zvejnieks, Karlis Kruzbergs et Reinis Berzins), tandis que la Belgique (Jens Almey, Stijn Desmet, Gert-Jan Goeminne et Ward Petre), victime d'une chute, arrive en dernière position.
Les quatre équipes de la finale A arrivent sur la ligne d'arrivée dans la même seconde. Les gagnants sont les Néerlandais Daan Breeuwsma, Sjinkie Knegt, Itzhak de Laat et Dennis Visser avec un temps de 6:36.198, devant l'équipe russe composée de Semen Elistratov, Denis Aïrapetian, Viktor Ahn et Alexander Shulginov. Les Hongrois Viktor Knoch, Csaba Burjan, Shaolin Sandor Liu et Shaoang Liu prennent le bronze, alors que l'équipe d'Italie (Nicola Rodigari, Yuri Confortola, Tommaso Dotti et Andrea Cassinelli) ferme la marche.

## Résultats

### Hommes
| Épreuve         | Or                | Or             | Argent            | Argent         | Bronze            | Bronze         |
| --------------- | ----------------- | -------------- | ----------------- | -------------- | ----------------- | -------------- |
| Toutes épreuves | Sjinkie Knegt     | 107 points     | Vladislav Bykanov | 52 points      | Semen Elistratov  | 43 points      |
| 500 m           | Sjinkie Knegt     | 41 s 377       | Viktor Ahn        | 41 s 441       | Sébastien Lepape  | 41 s 608       |
| 1 000 m         | Sjinkie Knegt     | 1 min 27 s 898 | Semen Elistratov  | 1 min 28 s 119 | Roberto Pukitis   | 1 min 28 s 140 |
| 1 500 m         | Sjinkie Knegt     | 2 min 14 s 886 | Semen Elistratov  | 2 min 14 s 942 | Vladislav Bykanov | 2 min 15 s 432 |
| 3 000 m         | Vladislav Bykanov | 5 min 2 s 882  | Thibaut Fauconnet | 5 min 3 s 281  | Sébastien Lepape  | 5 min 5 s 631  |
| Relais 5 000 m  | Pays-Bas          | 6 min 36 s 198 | Russie            | 6 min 36 s 273 | Hongrie           | 6 min 36 s 348 |

### Femmes
| Épreuve         | Or                | Or             | Argent            | Argent         | Bronze            | Bronze         |
| --------------- | ----------------- | -------------- | ----------------- | -------------- | ----------------- | -------------- |
| Toutes épreuves | Arianna Fontana   | 84 points      | Martina Valcepina | 70 points      | Sofia Prosvirnova | 49 points      |
| 500 m           | Martina Valcepina | 42 s 805       | Arianna Fontana   | 42 s 852       | Sofia Prosvirnova | 43 s 141       |
| 1 000 m         | Arianna Fontana   | 1 min 31 s 921 | Suzanne Schulting | 1 min 31 s 942 | Anna Seidel       | 1 min 32 s 417 |
| 1 500 m         | Martina Valcepina | 2 min 36 s 889 | Yara van Kerkhof  | 2 min 37 s 373 | Sara Luca Bacskai | 2 min 37 s 689 |
| 3 000 m         | Sofia Prosvirnova | 5 min 47 s 610 | Arianna Fontana   | 5 min 47 s 690 | Suzanne Schulting | 5 min 47 s 758 |
| Relais 3 000 m  | Russie            | 4 min 11 s 462 | Hongrie           | 4 min 11 s 582 | France            | 4 min 18 s 935 |

## Tableau des médailles
| Rang | Nation    | Or | Argent | Bronze | Total |
| ---- | --------- | -- | ------ | ------ | ----- |
| 1    | Italie    | 4  | 3      | 0      | 7     |
| 2    | Pays-Bas  | 4  | 2      | 1      | 7     |
| 3    | Russie    | 2  | 4      | 3      | 9     |
| 4    | Israël    | 1  | 1      | 1      | 3     |
| 5    | France    | 0  | 1      | 3      | 4     |
| 6    | Hongrie   | 0  | 1      | 2      | 3     |
| 6    | Allemagne | 0  | 0      | 1      | 1     |